# 鳥取市立鹿野小学校
鳥取市立鹿野小学校（とっとりしりつ しかのしょうがっこう）は、鳥取県鳥取市鹿野町鹿野にある公立小学校。2018年、義務教育学校である鳥取市立鹿野学園への移行により廃校となる。校舎は、鹿野学園流沙川学舎として使用されている。

## 沿革
旧鹿野小学校（統合前）
- 1800年頃（寛政年間） - 熊谷道伸が私塾を開いて漢学を教える。
- 1860年頃（万延年間） - 道伸の子、子貞が郷校「修道館」を開き漢学・国学・数学・農業を教える。
- 1873年（明治6年） - 幸盛寺本堂を小学校にして小規模の教育が始まる。
- 1875年（明治8年） - 末用村金山に末用学校創立。
- 1876年（明治9年） - 島根県に併合され島根県因幡国気多郡公立鹿野小学校となる。
- 1885年（明治18年） - 校舎を殿町元役場後に新築し、鹿野尋常小学校となる。
- 1891年（明治24年） - 新校舎建築。
- 1893年（明治26年） - 高等科を併置し、鹿野尋常高等小学校と改称。
- 1898年（明治31年） - 末用尋常小学校廃校。
- 1899年（明治32年） - 高等科を分離し山東高等小学校を創立。
- 1913年（大正2年） - 高等科併置を認可される。
- 1941年（昭和16年） - 鹿野国民学校と改称。
- 1947年（昭和22年） - 鹿野町立鹿野小学校と改称。
- 1969年（昭和44年）2月 - 新校舎完成、移転。
- 2001年（平成13年）3月31日 - 統合に伴い閉校。

新鹿野小学校（統合後）
- 2001年（平成13年）4月8日 - 鹿野小学校、勝谷小学校、小鷲河小学校を統合し、現在地に統合校舎を新築移転。
- 2004年（平成16年）11月1日 - 気高郡鹿野町が鳥取市に編入され、鳥取市立鹿野小学校と改称。
- 2018年（平成30年）
  - 3月 - 鳥取市立鹿野中学校との統合により廃校
  - 4月 - 義務教育学校である鳥取市立鹿野学園開校

## 通学区域
- 鳥取市鹿野町全域（旧気高郡鹿野町）

## 進学先中学校
- 鳥取市立鹿野中学校 - 小中一貫教育が行われている。

## 著名な出身者
- 佐々木えるざ（2009ミス・ワールド日本代表）